# Dr. Demento Presents the Greatest Novelty Records of All Time Volume I: The 1940s (and Before)
Dr. Demento Presents the Greatest Novelty Records of All Time Volume I: The 1940s (and Before) è il primo LP del box set Dr. Demento Presents the Greatest Novelty Records of All Time registrato dal Dr. Demento nel 1985.
Il cofanetto ha sei LP.

## Tracce
| n° | Titolo                                                                   | Artista/i                         | Durata | Autore/i                     | Anno |
| -- | ------------------------------------------------------------------------ | --------------------------------- | ------ | ---------------------------- | ---- |
| 1  | The Okeh Laughing Record                                                 | /                                 | 2:58   | ?                            | 1921 |
| 2  | Horray For Captain Spaulding                                             | Groucho Marx                      | 3:09   | ?                            | 1940 |
| 3  | Inka Dinka Doo                                                           | Jimmy Durante                     | 3:01   | Jimmy Durante/Harry Donnelly | 1933 |
| 4  | Minnie the Moocher                                                       | Cab Calloway                      | 3:11   | Cab Calloway/Irving Mills    | 1931 |
| 5  | I'm Popeye The Sailor Man                                                | Billy Costello                    | 2:26   | Sammy Lerner                 | 1935 |
| 6  | Three Little Fishes                                                      | Kay Kyser                         | 3:30   | ?                            | 1930 |
| 7  | I Like Bananas Because They Have No Bones                                | The Hoosiers Hot Shot             | 3:13   | ?                            | 1940 |
| 8  | Cocktails For Two                                                        | Spike Jones                       | 2:52   | Coslow/Johnston              | 1944 |
| 9  | Too Fat Polka (I Don't Want Fer, You Can Have Her, She's Too Fat For Me) | Arthur Godfrey                    | 3:00   | ?                            | 1934 |
| 10 | I'm My Own Grandpa                                                       | Lonzo and Oscar                   | 3:03   | Dwight Latham/Moe Jaffe      | 1949 |
| 11 | Smoke! Smoke! Smoke! (That Cigarette)                                    | Tex Williams                      | 2:53   | Merle Trevis/Tex Williams    | 1946 |
| 12 | Shaving Cream                                                            | Benny Bell                        | 2:49   | Benny Bell                   | 1946 |
| 13 | The Freckle Song                                                         | Larry Vincent & His Look Out Boys | 2:40   | ?                            | 1940 |
| 14 | Pico and Sepulveda                                                       | Felix Figueroa & His Orcheatra    | 2:28   | Eddie Maxwell/Jule Styne     | 1943 |